# Albatros (P 681)
L'Albatros era un pattugliatore australe della marina militare francese. Nato come peschereccio d'altura della Société navale caennaise, impostato il 15 aprile 1966 e varato il 12 dicembre successivo col nome di Névé, fu acquistato dalla marina nel 1983 e trasformato in pattugliatore per le Terre australi e antartiche francesi (TAAF) ed ammesso al servizio attivo nel 1984. Era l'unico componente della classe di pattugliatori cui dà il nome. La nave è stata dismessa nell'agosto 2015.
I suoi compiti specifici sono:
- affermare la sovranità francese in ambito TAAF;
- monitorare le attività di pesca nelle loro zone economiche esclusive;
- contribuire al sostegno logistico delle basi scientifiche.

Con sede a Port de la Pointe des Galets, porto principale dell'isola di La Réunion (dipartimento francese d'oltremare nel sud ovest dell'Oceano Indiano) è identificato con la sigla P681 ed è sponsorizzato dalla città di Saint-Denis.
Nel giugno 2004, blocca il peschereccio Apache che svolgeva pesca illegale al largo delle isole Kerguelen; la nave è stata in seguito acquisita dalla Marine nationale ed è in servizio col nome Le Malin (P 701).
La nave è stata ritirata nel 2015; nel 2017 essa è stata sostituita da L'Astrolabe (P 800).